# Albrecht von Alvensleben-Schönborn

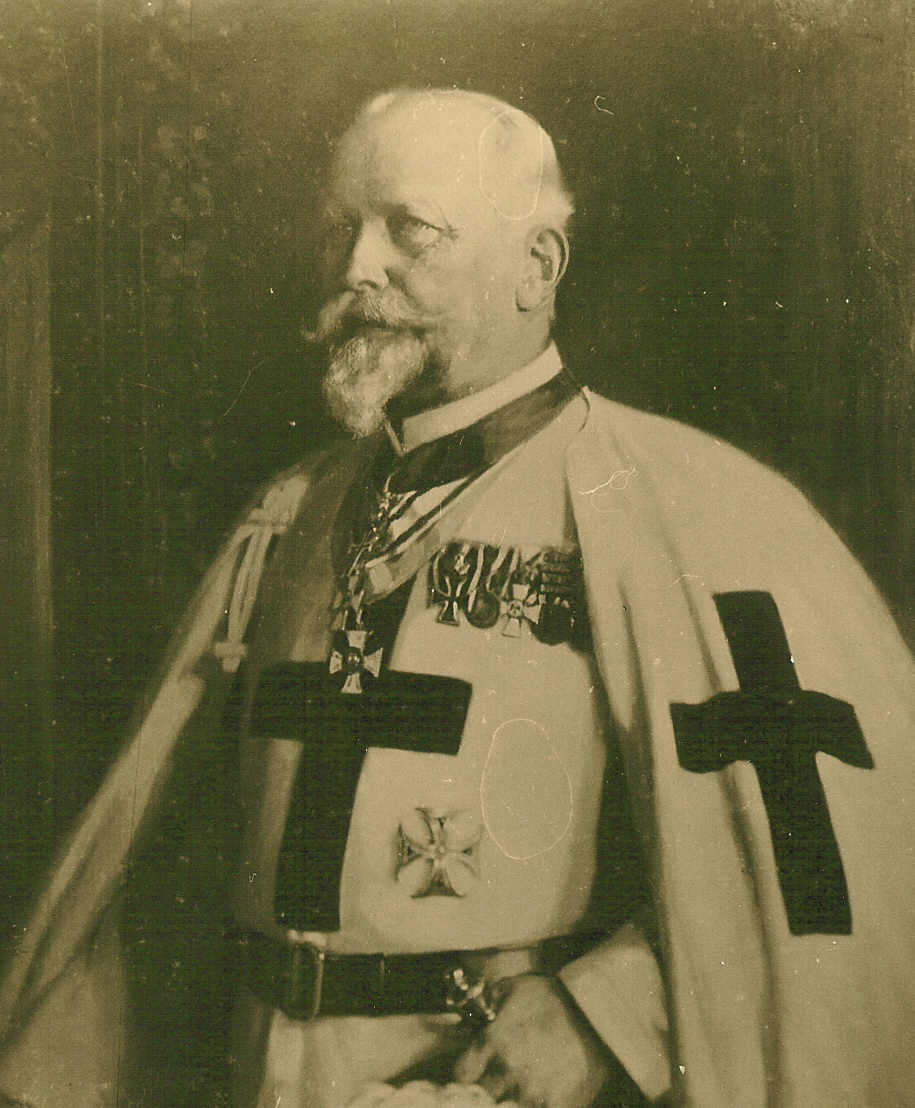
Graf Albrecht von Alvensleben-Schönborn als Komtur des Deutschen Ordens, Ballei Utrecht

Albrecht von Alvensleben, ab 1888 Graf von Alvensleben-Schönborn (* 16. Dezember 1848 in Wittenmoor; † 16. Januar 1928 in Krampfer) war ein preußischer Kammerherr, Erbtruchsess auf Erxleben II, Uhrsleben, Ostrometzko, Mitglied des Preußischen Herrenhauses und Komtur des Deutschen Ordens, Ballei „Utrecht“.

## Familie
Er entstammt der niederdeutschen Adelsfamilie von Alvensleben und wurde am 16. Dezember 1848 als ältester Sohn von Udo Gebhard Ferdinand von Alvensleben (1814–1879) und seiner Frau Ehrengard, geb. von Kröcher (1821–1895) in Wittenmoor geboren. Nach ihm folgten noch drei Schwestern und zwei Brüder: Ludolf Udo von Alvensleben (1852–1923) und Joachim von Alvensleben (1856–1932), der 1894 das Gut Falkenberg bei Fürstenwalde erwarb. 1873 heiratete er Martha von Schönborn (1854–1915), Erbin des Fideikommisses Ostrometzko in Westpreußen. Aus dieser Ehe gingen acht Kinder hervor.
Nach dem Tod des Schwiegervaters Gottlieb von Schönborn, Herrn auf Ostrometzko und Girkau, 1874, besaßen seine Schwiegermutter Marie von Schönborn, Tochter des Wilhelm von Schlichten, und seine Ehefrau Martha das Rittergut Girkau gemeinsam, bis seine Ehefrau durch den Tod der Schwiegermutter 1894 Alleinbesitzerin wurde.

## Leben
Nach Besuch der Ritterakademie in Brandenburg absolvierte er zunächst eine forstliche Ausbildung mit Försterprüfung in Paderborn, diente sodann als Einjährig-Freiwilliger im Husaren-Regiment Nr. 14 der Preußischen Armee in Kassel, mit dem er den Deutsch-Französischen Krieg 1870/71 mitmachte. Für seinen Anteil bei der Erbeutung einer Kanone in der Schlacht bei Wörth erhielt er das Eiserne Kreuz II. Klasse. Später rettete er ein französisches Mädchen vor dem Ertrinken aus der Marne, wofür ihm die Rettungsmedaille am Band verliehen wurde. Nach dem Kriege machte er noch eine praktische landwirtschaftliche Ausbildung in Redekin.
Nach seiner Verheiratung 1873 pachtete er von seinem Vater das Gut Wittenmoor. Als sein Vater 1879 starb, übernahm er das Gut Erxleben II, das er aber später verpachtete, um sich ganz dem Ausbau seiner Besitze in Westpreußen widmen zu können. Wittenmoor erbte sein Bruder Ludolf. Nachdem sein Wappen und Familienname mit dem seiner Ehefrau, der Erbtochter zu Ostrometzko, bereits 1880 vereinigt wurde, erhob Kaiser Friedrich ihn 1888 zum Grafen von Alvensleben-Schönborn. Der Titel war mit dem Besitz von Ostrometzko verbunden. Zum hundertjährigen Gedenktag des Besitzes von Ostrometzko in der Familie seiner Frau wurde ihm 1904 ein erblicher Sitz im preußischen Herrenhaus verliehen. Er bekleidete außerdem die Würde eines königlich preußischen Kammerherrn und eines Erbtruchsessen des Hochstifts Halberstadt, war Komtur des Deutschen Ordens, Balley Utrecht, und 1884 Ehrenritter, ab 1890 als Rechtsritter des Johanniterordens.

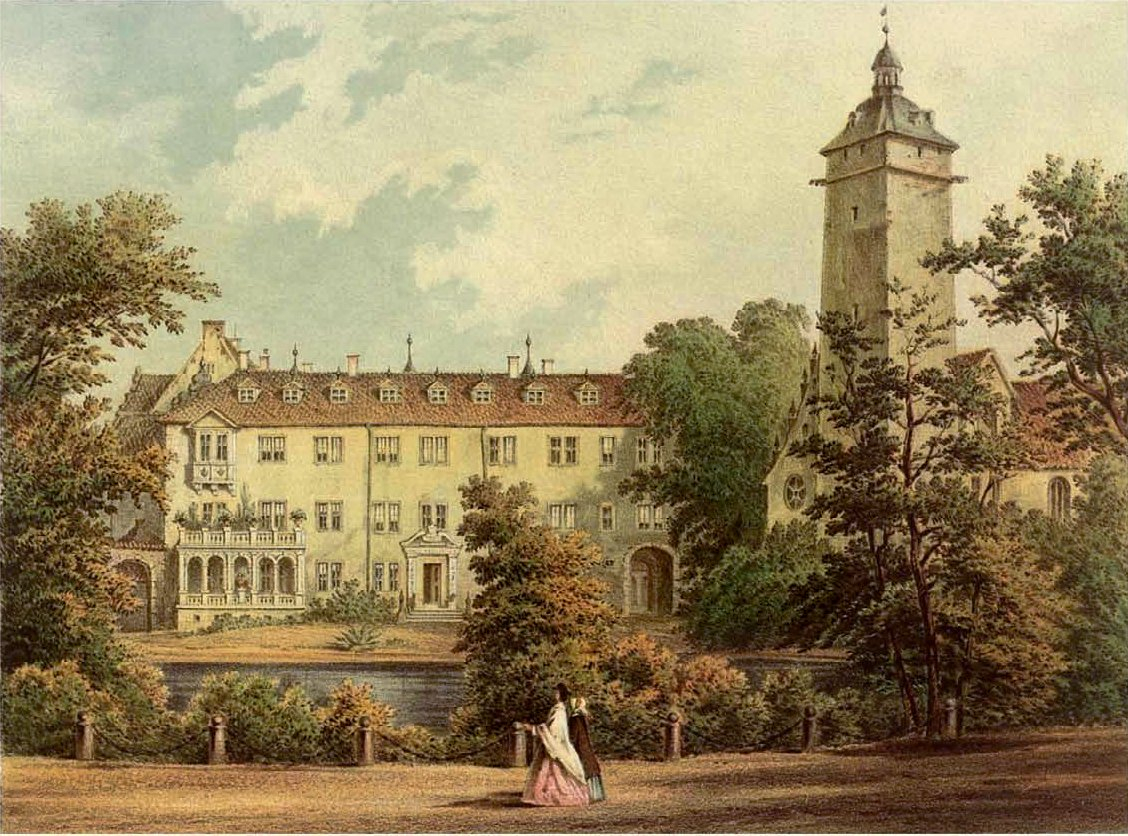
Schloss Erxleben II (um 1865)
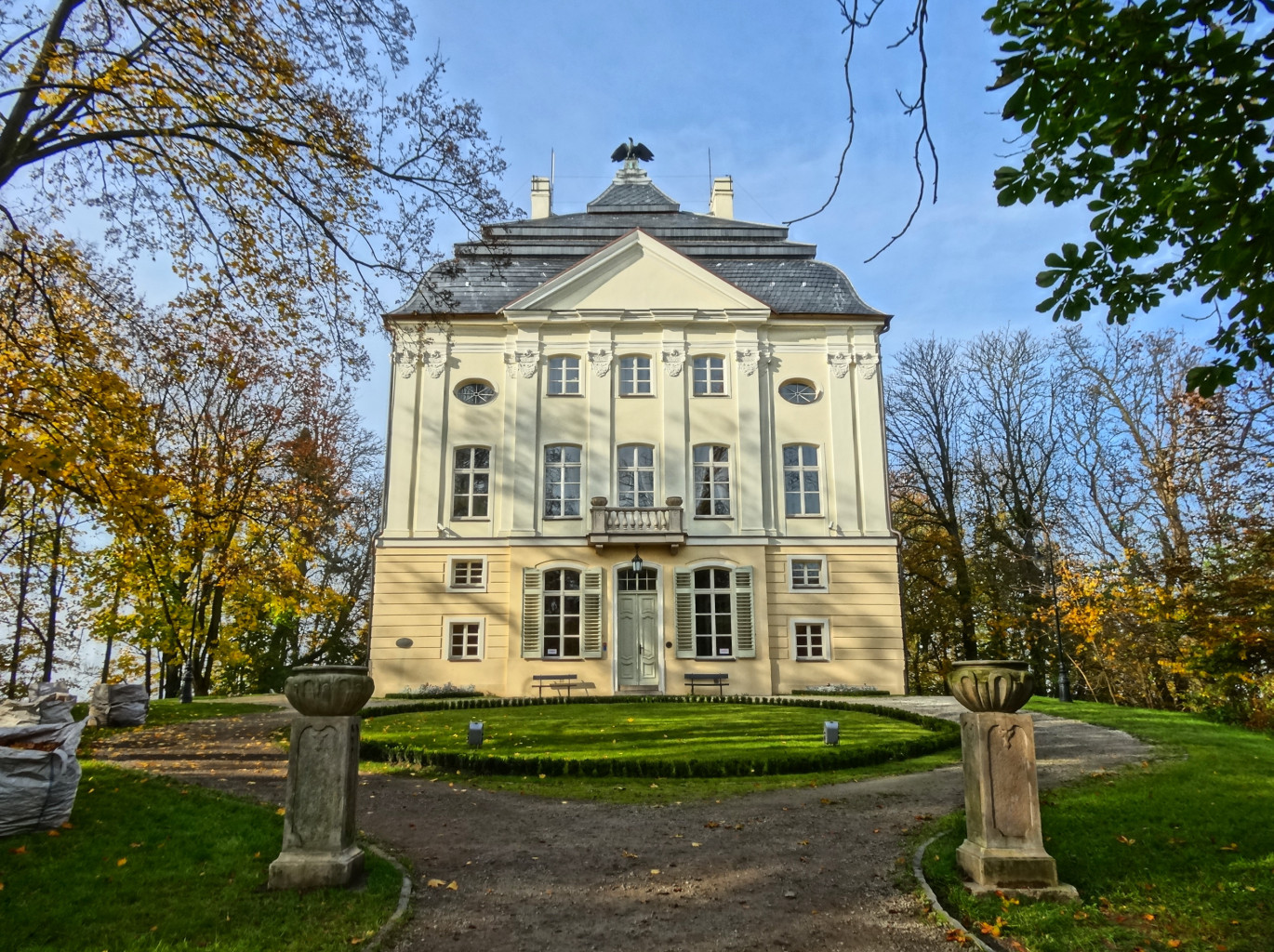
Das Alte Schloss Ostrometzko
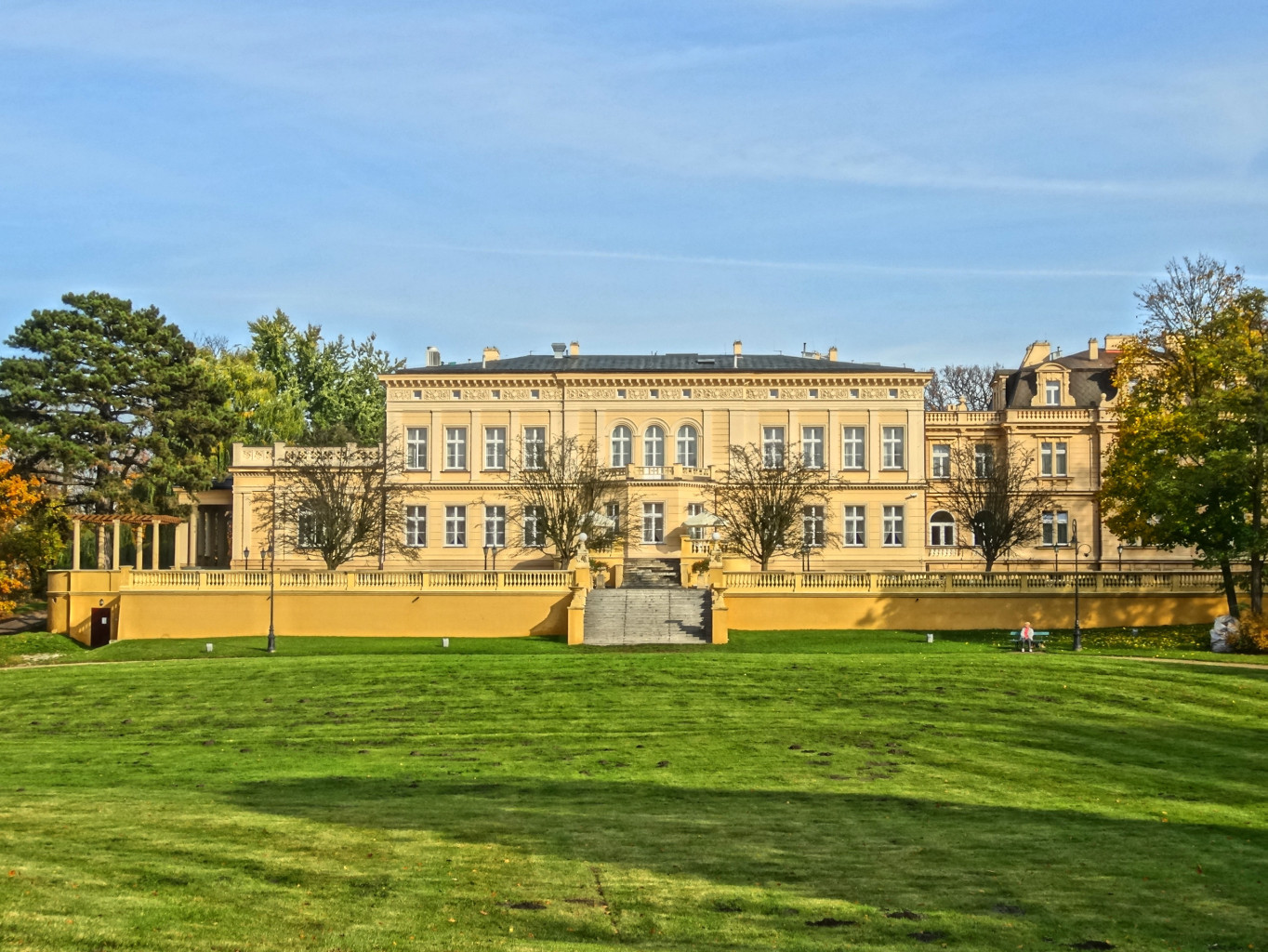
Das Neue Schloss Ostrometzko
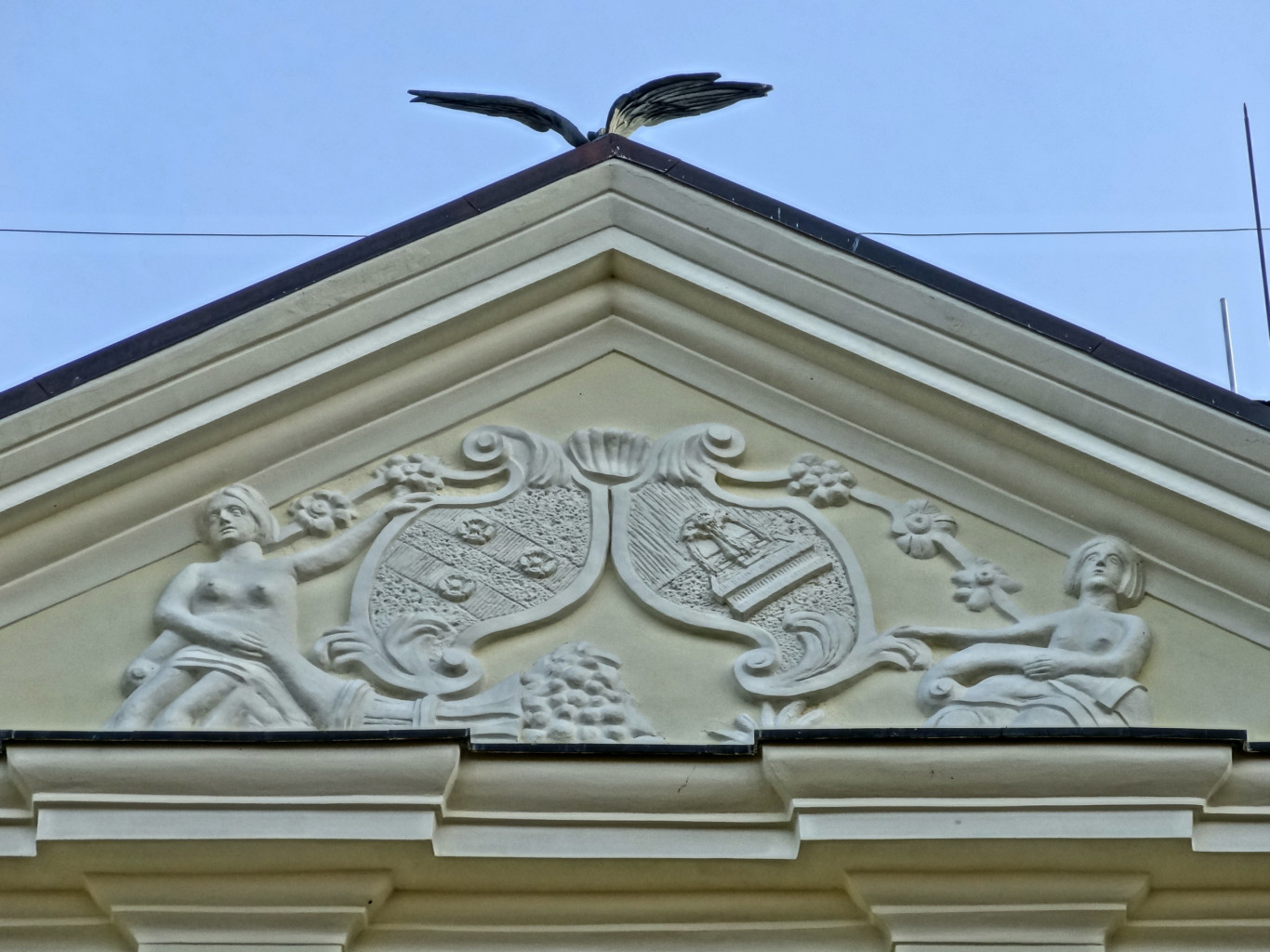
Allianzwappen der Familien von Alvensleben

## Leistung
Graf Albrecht von Alvensleben war eine erfolgreiche, tatkräftige Unternehmerpersönlichkeit. Er weitete nicht nur seinen land- und forstwirtschaftlichen Besitz durch den Erwerb der Güter Glauchau (Kreis Kulm), Tannhagen und Girkau (Kreis Thorn) in Westpreußen sowie Tessenow bei Parchim (Mecklenburg) aus, sondern gründete auch industrielle Betriebe – so den Mineralwasserbrunnen „Marienquelle“ in Ostrometzko, ein Unternehmen, das noch heute besteht und das Wasser unter dem Namen „Ostromecko“ vertreibt.
Als seine Frau 1915 starb, übergab er Ostrometzko seinem ältesten Sohn Joachim Martin (Jomar, 1877–1969) und wohnte wieder ständig in Erxleben. Nach dem Ersten Weltkrieg fiel Westpreußen an Polen. Er übergab Glauchau seinem dritten Sohn Gebhard (1884–1960) und Tannhagen dem jüngsten Sohn Ludolf (1891–1968). Seine in Westpreußen lebenden Söhne wurden polnische Staatsbürger, um die Besitze zu erhalten. Sein zweiter Sohn Albrecht übernahm Erxleben II zunächst in Pacht und erbte es nach dem Tode des Vaters 1928.
Graf Albrecht von Alvensleben hatte einen ausgeprägten Familiensinn und hat sich um den Erhalt kultureller Werte seiner Familie große Verdienste erworben. So veranlasste er 1905 die Katalogisierung und Neuaufstellung der bedeutsamen Familienbibliotheken, für die er einen eigenen Bibliotheksflügel am Schloss Erxleben II erbaute. Die von Joachim I. von Alvensleben (1514–1588) begründete Lehnsbibliothek umfasste 5500 Bände, die Fideikommissbibliothek 6700 Bände. Hinzu kam noch die 1580 begründete Kapellenbibliothek mit 2200 Bänden, die damals den Alvenslebenschen Häusern Erxleben I und II gemeinschaftlich gehörte und erst Ende der 30er Jahre aufgeteilt wurde. Die Fortführung der 1930 erschienenen Alvenslebenschen Familiengeschichte durch Hellmut Kretzschmar war sein Verdienst.
Graf Albrecht von Alvensleben starb am 16. Januar 1928 in Krampfer, im Hause seiner Tochter Marie von Möllendorf und wurde in der Gruft der Schlosskapelle Erxleben beigesetzt. Er war der letzte Alvensleben, der dort ruht. Als erster war 340 Jahre zuvor Joachim I. von Alvensleben in der Kapelle beerdigt worden.